# Claude Papi
Claude Papi (16. dubna 1949 Porto-Vecchio – 28. ledna 1983 Porto-Vecchio) byl francouzský fotbalista, záložník. Zemřel 28. ledna 1983 ve věku pouhých 33 let v důsledku prasklého auneryzmatu.

## Fotbalová kariéra
Hrál v francouzské lize za tým SC Bastia. Za Bastii nastoupil ve 410 utkáních a dal 115 gólů. V roce 1981 získal s týmem Francouzský fotbalový pohár. V Poháru vítězů pohárů nastoupil ve 4 utkáních a v Poháru UEFA nastoupil ve 12 utkáních a dal 7 gólů. Za francouzskou reprezentaci nastoupil v letech 1973–1978 ve 3 utkáních. Na Mistrovství světa ve fotbale 1978 nastoupil v utkání proti Maďarsku.

## Ligová bilance
| Ročník          | Zápasy | Góly | Klub      |
| --------------- | ------ | ---- | --------- |
| Ligue 2 1968/69 | 16     | 5    | SC Bastia |
| Ligue 1 1968/69 | 20     | 3    | SC Bastia |
| Ligue 1 1969/70 | 3      | 0    | SC Bastia |
| Ligue 1 1970/71 | 26     | 5    | SC Bastia |
| Ligue 1 1971/72 | 30     | 6    | SC Bastia |
| Ligue 1 1972/73 | 35     | 11   | SC Bastia |
| Ligue 1 1973/74 | 30     | 7    | SC Bastia |
| Ligue 1 1974/75 | 33     | 12   | SC Bastia |
| Ligue 1 1975/76 | 33     | 9    | SC Bastia |
| Ligue 1 1976/77 | 37     | 14   | SC Bastia |
| Ligue 1 1977/78 | 33     | 15   | SC Bastia |
| Ligue 1 1978/79 | 33     | 10   | SC Bastia |
| Ligue 1 1979/80 | 32     | 8    | SC Bastia |
| Ligue 1 1980/81 | 28     | 7    | SC Bastia |
| Ligue 1 1981/82 | 21     | 3    | SC Bastia |
| CELKEM Ligue 1  | 394    | 110  |           |
| CELKEM Ligue 2  | 16     | 5    |           |